# Harpacticoida
Harpacticoida is een orde van de eenoogkreeftjes. 

## Kenmerken
Harpacticoïde copepoden onderscheiden zich van andere roeipootkreeftjes door het bezit van zeer korte eerste antennes en tweetakkige tweede antennes.

## Verspreiding en leefgebied
Copepoden uit deze orde zijn kleine, benthisch levende kreeftachtigen die vooral in zee, maar ook wel in zoetwater leven. Enkele harpacticoïde eenoogkreeftjes leven ook planktonisch of parasitair. Ze maken na de nematoden de grootste groep uit van de bodem meiofauna. De eieren ontwikkelen zich geleidelijk uit opeenvolgende naupliusstadia.

## Indeling
Er zijn 58 families:
- Familie Adenopleurellidae
- Familie Aegisthidae
- Familie Ameiridae
- Familie Ancorabolidae
- Familie Arenopontiidae
- Familie Argestidae
- Familie Balaenophilidae
- Familie Cancrincolidae
- Familie Canthocamptidae
- Familie Canuellidae
- Familie Chappuisiidae
- Familie Cletodidae
- Familie Cletopsyllidae
- Familie Cristacoxidae
- Familie Cylindropsyllidae
- Familie Dactylopusiidae
- Familie Darcythompsoniidae
- Familie Ectinosomatidae
- Familie Euterpinidae
- Familie Hamondiidae
- Familie Harpacticidae
- Familie Heteropsyllidae
- Familie Idyanthidae
- Familie Laophontidae
- Familie Laophontopsidae
- Familie Latiremidae
- Familie Leptastacidae
- Familie Leptopontiidae
- Familie Longipediidae
- Familie Louriniidae
- Familie Metidae
- Familie Miraciidae
- Familie Nannopodidae
- Familie Neobradyidae
- Familie Normanellidae
- Familie Novocriniidae
- Familie Orthopsyllidae
- Familie Parameiropsidae
- Familie Paramesochridae
- Familie Parastenheliidae
- Familie Parastenocarididae
- Familie Peltidiidae
- Familie Phyllognathopodidae
- Familie Porcellidiidae
- Familie Protolatiremidae
- Familie Pseudotachidiidae
- Familie Rhizothricidae
- Familie Rhynchothalestridae
- Familie Rometidae
- Familie Rotundiclipeidae
- Familie Superornatiremidae
- Familie Tachidiidae
- Familie Tegastidae
- Familie Tetragonicepsidae
- Familie Thalestridae
- Familie Thompsonulidae
- Familie Tisbidae
- Familie Zosimeidae